# Llista de presidents d'Espanya
Aquesta és la llista dels Presidents del Consell de Ministres (1823 - 1874) i dels Presidents del Govern (d'ençà 1874) d'Espanya. Pels anteriors al 1823, vegeu Secretari d'Estat d'Espanya.

## Regne d'Espanya (1823–1868)
| Retrat                                                                                               | Nom (naixement – mort)                                                                   | Durada del mandat                                                                         | Durada del mandat | Durada del mandat | Partit           | Partit                      | Govern             | Govern                     | Eleccions                               | Cap d'estat (ocupació)       | Ref.              |
| Retrat                                                                                               | Nom (naixement – mort)                                                                   | Inici                                                                                     | Final             | Temps             | Partit           | Partit                      | Nom de gabinet     | Composició                 | Eleccions                               | Cap d'estat (ocupació)       | Ref.              |
| --- | ---------------------------------------------------------------------------------------- | ----------------------------------------------------------------------------------------- | ----------------- | ----------------- | ---------------- | --------------------------- | ------------------ | -------------------------- | --------------------------------------- | ---------------------------- | ----------------- |
| | Víctor Damián Sáez (1776 – 1839)                                                         | 19 novembre 1823                                                                          | 2 desembre 1823   | 0 anys, 13 dies   |                  | Apartidista                 | Sáez               | Dècada Ominosa             | N/A                                     | Rei Ferran VII (1813 – 1833) | [ 1 ]             |
| | Carlos Martínez Irujo Marquès de Casa d'Irujo (1763 – 1824)                              | 2 desembre 1823                                                                           | 25 desembre 1823  | 0 anys, 23 dies   |                  | Apartidista                 | Irujo              | Dècada Ominosa             | N/A                                     | Rei Ferran VII (1813 – 1833) | [ 2 ]             |
| | Narciso Heredia Compte d'Ofalia (1775 – 1847)                                            | 25 desembre 1823                                                                          | 11 juliol 1824    | 0 anys, 199 dies  |                  | Apartidista                 | Ofalia I           | Dècada Ominosa             | N/A                                     | Rei Ferran VII (1813 – 1833) | [ 3 ]             |
| | Francisco Cea Bermúdez (1779 – 1850)                                                     | 11 juliol 1824                                                                            | 24 octubre 1825   | 1 any, 105 dies   |                  | Apartidista                 | Cea Bermúdez I     | Dècada Ominosa             | N/A                                     | Rei Ferran VII (1813 – 1833) | [ 3 ] [ 4 ] [ 5 ] |
| | Capità General Pedro de Alcántara Álvarez de Toledo 13è duc de l'Infantado (1768 – 1841) | 24 octubre 1825                                                                           | 19 agost 1826     | 0 anys, 299 dies  |                  | Apartidista                 | Infantado          | Dècada Ominosa             | N/A                                     | Rei Ferran VII (1813 – 1833) | [ 5 ] [ 6 ]       |
| | Manuel González Salmón (1778 – 1832)                                                     | 19 agost 1826                                                                             | 18 gener 1832     | 5 anys, 152 dies  |                  | Apartidista                 | Salmón             | Dècada Ominosa             | N/A                                     | Rei Ferran VII (1813 – 1833) | [ 6 ] [ 7 ]       |
| | Antonio de Saavedra VII comte de l'Alcúdia (interí) (1777 – 1842)                        | 20 gener 1832                                                                             | 1 octubre 1832    | 0 anys, 255 dies  |                  | Apartidista                 | Alcudia (interim)  | Dècada Ominosa             | N/A                                     | Rei Ferran VII (1813 – 1833) | [ 7 ] [ 8 ]       |
| | Francisco Cea Bermúdez (1779 – 1850)                                                     | 1 octubre 1832                                                                            | 15 gener 1834     | 1 any, 106 dies   |                  | Apartidista                 | Cea Bermúdez II    | Dècada Ominosa             | N/A                                     | Rei Ferran VII (1813 – 1833) | [ 8 ] [ 9 ]       |
| Reina Regent Maria Cristina de Dues Sicílies (1833 – 1840)                                           | Francisco Cea Bermúdez (1779 – 1850)                                                     | 1 octubre 1832                                                                            | 15 gener 1834     | 1 any, 106 dies   |                  | Apartidista                 | Cea Bermúdez II    | Dècada Ominosa             | N/A                                     |                              | [ 8 ] [ 9 ]       |
| | Francisco Martínez de la Rosa (1787 – 1862)                                              | 15 gener 1834                                                                             | 7 juny 1835       | 1 any, 143 dies   |                  | Moderat                     | Mnez. de la Rosa   | PMod                       | N/A                                     | [ 9 ] [ 10 ]                 |                   |
| 1834                                                                                                 | Francisco Martínez de la Rosa (1787 – 1862)                                              | 15 gener 1834                                                                             | 7 juny 1835       | 1 any, 143 dies   |                  | Moderat                     | Mnez. de la Rosa   | PMod                       |                                         | [ 9 ] [ 10 ]                 |                   |
| | José María Queipo de Llano 7è comte de Toreno (1786 – 1843)                              | 7 juny 1835                                                                               | 14 setembre 1835  | 99 dies           |                  | Moderat                     | Toreno             | PMod                       | [ 11 ] [ 12 ]                           |                              |                   |
| | Miguel Ricardo de Álava (1772 – 1843)                                                    | 14 setembre 1835                                                                          | 25 setembre 1835  | 11 dies           |                  | Progressista                | Álava–Mendizabal   | PProg                      | [ 12 ] [ 13 ]                           |                              |                   |
| | Juan Álvarez Mendizábal (interí) (1790 – 1853)                                           | 25 setembre 1835                                                                          | 15 maig 1836      | 233 dies          |                  | Progressista                | Álava–Mendizabal   | PProg                      | [ 13 ] [ 14 ]                           |                              |                   |
| feb. 1836                                                                                            | Juan Álvarez Mendizábal (interí) (1790 – 1853)                                           | 25 setembre 1835                                                                          | 15 maig 1836      | 233 dies          |                  | Progressista                | Álava–Mendizabal   | PProg                      | [ 13 ] [ 14 ]                           |                              |                   |
| | Francisco Javier de Istúriz (1790 – 1871)                                                | 15 maig 1836                                                                              | 14 agost 1836     | 91 dies           |                  | Moderat                     | Istúriz I          | PMod                       | [ 14 ]                                  |                              |                   |
| jul. 1836                                                                                            | Francisco Javier de Istúriz (1790 – 1871)                                                | 15 maig 1836                                                                              | 14 agost 1836     | 91 dies           |                  | Moderat                     | Istúriz I          | PMod                       | [ 14 ]                                  |                              |                   |
| | José María Calatrava (1781 – 1846)                                                       | 14 agost 1836                                                                             | 10 març 1837      | 208 dies          |                  | Progressista                | Calatrava          | PProg                      | [ 15 ] [ 16 ] [ 17 ] [ 18 ]             |                              |                   |
| oct. 1836                                                                                            | José María Calatrava (1781 – 1846)                                                       | 14 agost 1836                                                                             | 10 març 1837      | 208 dies          |                  | Progressista                | Calatrava          | PProg                      | [ 15 ] [ 16 ] [ 17 ] [ 18 ]             |                              |                   |
| Durant aquest interval, el ministre d'Estat, Ildefonso Díez, ocupà el càrrec de titular en funcions. |                                                                                          |                                                                                           |                   |                   |                  |                             | Calatrava          | PProg                      | [ 15 ] [ 16 ] [ 17 ] [ 18 ]             |                              |                   |
| | José María Calatrava (1781 – 1846)                                                       | 3 abril 1837                                                                              | 18 agost 1837     | 137 dies          |                  | Progressista                | Calatrava          | PProg                      | [ 15 ] [ 16 ] [ 17 ] [ 18 ]             |                              |                   |
| | Tinent general Baldomero Espartero Comte de Luchana (1793 – 1879)                        | 18 agost 1837                                                                             | 18 octubre 1837   | 61 dies           |                  | Progressista                | Espartero I        | PProg                      | [ 19 ] [ 20 ]                           |                              |                   |
| 1837                                                                                                 | Tinent general Baldomero Espartero Comte de Luchana (1793 – 1879)                        | 18 agost 1837                                                                             | 18 octubre 1837   | 61 dies           |                  | Progressista                | Espartero I        | PProg                      | [ 19 ] [ 20 ]                           |                              |                   |
| | Eusebio de Bardaxí y de Azara (1776 – 1842)                                              | 18 octubre 1837                                                                           | 16 desembre 1837  | 59 dies           |                  | Moderat                     | Bardají            | PMod                       | [ 20 ] [ 21 ]                           |                              |                   |
| | Narciso Heredia Comte d'Ofalia (1775 – 1847)                                             | 16 desembre 1837                                                                          | 6 setembre 1838   | 264 dies          |                  | Moderat                     | Ofalia II          | PMod                       | [ 21 ] [ 22 ]                           |                              |                   |
| | Bernardino Fernándezde Velasco 14è duc de Frías (1783 – 1851)                            | 6 setembre 1838                                                                           | 9 desembre 1838   | 94 dies           |                  | Moderat                     | Frías              | PMod                       | [ 22 ] [ 23 ]                           |                              |                   |
| | Evaristo Pérez de Castro (1778 – 1849)                                                   | 9 desembre 1838                                                                           | 20 juliol 1840    | 1 any, 224 dies   |                  | Moderat                     | Pérez de Castro    | PMod                       | [ 23 ] [ 24 ]                           |                              |                   |
| 1839                                                                                                 | Evaristo Pérez de Castro (1778 – 1849)                                                   | 9 desembre 1838                                                                           | 20 juliol 1840    | 1 any, 224 dies   |                  | Moderat                     | Pérez de Castro    | PMod                       | [ 23 ] [ 24 ]                           |                              |                   |
| 1840                                                                                                 | Evaristo Pérez de Castro (1778 – 1849)                                                   | 9 desembre 1838                                                                           | 20 juliol 1840    | 1 any, 224 dies   |                  | Moderat                     | Pérez de Castro    | PMod                       | [ 23 ] [ 24 ]                           |                              |                   |
| | Antonio González (1792 – 1876)                                                           | 20 juliol 1840                                                                            | 12 agost 1840     | 23 dies           |                  | Progressista                | González I         | PProg                      | [ 24 ] [ 25 ]                           |                              |                   |
| | Tinent General Valentín Ferraz (1792 – 1866)                                             | 12 agost 1840                                                                             | 28 agost 1840     | 16 dies           |                  | Progressista                | Ferraz             | PProg                      | [ 25 ] [ 26 ]                           |                              |                   |
| | Modesto Cortázar (interí) (1783 – 1862)                                                  | 29 agost 1840                                                                             | 11 setembre 1840  | 13 dies           |                  | Progressista                | Cortázar (interim) | PProg                      | [ 26 ]                                  |                              |                   |
| | Vicente Sancho (1784 – 1860)                                                             | 11 setembre 1840                                                                          | 16 setembre 1840  | 5 dies            |                  | Progressista                | Sancho             | PProg                      | [ 27 ] [ 28 ] [ 29 ]                    |                              |                   |
| | Capità General Baldomero Espartero Duc de la Victòria i de Morella (1793 – 1879)         | 16 setembre 1840                                                                          | 10 maig 1841      | 236 dies          |                  | Progressista                | Espartero II       | PProg                      | [ 28 ] [ 29 ]                           |                              |                   |
| Regent Baldomero Espartero (1840 – 1843)                                                             | Capità General Baldomero Espartero Duc de la Victòria i de Morella (1793 – 1879)         | 16 setembre 1840                                                                          | 10 maig 1841      | 236 dies          |                  | Progressista                | Espartero II       | PProg                      | [ 28 ] [ 29 ]                           |                              |                   |
| 1841                                                                                                 | Capità General Baldomero Espartero Duc de la Victòria i de Morella (1793 – 1879)         | 16 setembre 1840                                                                          | 10 maig 1841      | 236 dies          |                  | Progressista                | Espartero II       | PProg                      | [ 28 ] [ 29 ]                           |                              |                   |
| | Joaquín María Ferrer (1777 – 1861)                                                       | 10 maig 1841                                                                              | 20 maig 1841      | 10 dies           |                  | Progressista (Esparterista) | Ferrer             | PProg                      | [ 30 ] [ 31 ]                           |                              |                   |
| | Antonio González (1792 – 1876)                                                           | 20 maig 1841                                                                              | 17 juny 1842      | 1 any, 28 dies    |                  | Progressista (Esparterista) | González II        | PProg                      | [ 31 ] [ 32 ]                           |                              |                   |
| | Capità General José Ramón Rodil Marquès de Rodil (1789 – 1853)                           | 17 juny 1842                                                                              | 9 maig 1843       | 326 dies          |                  | Progressista (Esparterista) | Rodil              | PProg                      | [ 33 ] [ 34 ]                           |                              |                   |
| feb. 1843                                                                                            | Capità General José Ramón Rodil Marquès de Rodil (1789 – 1853)                           | 17 juny 1842                                                                              | 9 maig 1843       | 326 dies          |                  | Progressista (Esparterista) | Rodil              | PProg                      | [ 33 ] [ 34 ]                           |                              |                   |
| | Joaquín María López (1798 – 1855)                                                        | 9 maig 1843                                                                               | 19 maig 1843      | 10 dies           |                  | Progressista (Pur)          | López I            | PProg • PMod               | [ 35 ] [ 36 ]                           |                              |                   |
| | Álvaro Gómez Becerra (1771 – 1855)                                                       | 19 maig 1843                                                                              | 23 juliol 1843    | 65 dies           |                  | Progressista (Esparterista) | Gómez Becerra      | PProg (govern en minoria)  | [ 37 ]                                  |                              |                   |
| | Joaquín María López (1798 – 1855)                                                        | 23 juliol 1843                                                                            | 20 novembre 1843  | 120 dies          |                  | Progressista (Pur)          | López II           | Gran coalició PProg • PMod | President del Govern Provisional (1843) | [ 38 ] [ 39 ] [ 40 ]         |                   |
| set. 1843                                                                                            | Joaquín María López (1798 – 1855)                                                        | 23 juliol 1843                                                                            | 20 novembre 1843  | 120 dies          |                  | Progressista (Pur)          | López II           | Gran coalició PProg • PMod | President del Govern Provisional (1843) | [ 38 ] [ 39 ] [ 40 ]         |                   |
| Reina Isabel II (1843 – 1868)                                                                        | Joaquín María López (1798 – 1855)                                                        | 23 juliol 1843                                                                            | 20 novembre 1843  | 120 dies          | [ 39 ] [ 40 ]    | Progressista (Pur)          | López II           | Gran coalició PProg • PMod |                                         |                              |                   |
| Reina Isabel II (1843 – 1868)                                                                        |                                                                                          | Salustiano Olózaga (1805 – 1873)                                                          | 20 novembre 1843  | 29 novembre 1843  | [ 39 ] [ 40 ]    | 9 dies                      |                    | Gran coalició PProg • PMod | Progressista (Pur)                      | Olózaga                      |                   |
| Reina Isabel II (1843 – 1868)                                                                        |                                                                                          | Luis González Bravo (1811 – 1871)                                                         | 5 desembre 1843   | 3 maig 1844       | 150 dies         |                             | Moderat            | Glez. Bravo I              | Moderat (govern en minoria)             | [ 41 ] [ 42 ]                |                   |
| Reina Isabel II (1843 – 1868)                                                                        |                                                                                          | Capità General Ramón María Narváez (1800 – 1868)                                          | 3 maig 1844       | 11 febrer 1846    | 1 any, 284 dies  |                             | Moderat            | Narváez I                  | Dècada Moderada PMod                    | [ 43 ] [ 44 ]                |                   |
| Reina Isabel II (1843 – 1868)                                                                        | 1844                                                                                     | Capità General Ramón María Narváez (1800 – 1868)                                          | 3 maig 1844       | 11 febrer 1846    | 1 any, 284 dies  |                             | Moderat            | Narváez I                  | Dècada Moderada PMod                    | [ 43 ] [ 44 ]                |                   |
| Reina Isabel II (1843 – 1868)                                                                        |                                                                                          | Manuel Pando 2n Marquès de Miraflores (1792 – 1872)                                       | 12 febrer 1846    | 16 març 1846      | 32 dies          |                             | Moderat            | Miraflores I               | Dècada Moderada PMod                    | [ 45 ] [ 46 ]                |                   |
| Reina Isabel II (1843 – 1868)                                                                        |                                                                                          | Capità General Ramón María Narváez Duc de València (1800 – 1868)                          | 16 març 1846      | 5 abril 1846      | 20 dies          |                             | Moderat            | Narváez II                 | Dècada Moderada PMod                    | [ 47 ] [ 48 ]                |                   |
| Reina Isabel II (1843 – 1868)                                                                        |                                                                                          | Francisco Javier de Istúriz (1790 – 1871)                                                 | 5 abril 1846      | 28 gener 1847     | 298 dies         |                             | Moderat            | Istúriz II                 | Dècada Moderada PMod                    | [ 49 ] [ 50 ]                |                   |
| Reina Isabel II (1843 – 1868)                                                                        | 1846                                                                                     | Francisco Javier de Istúriz (1790 – 1871)                                                 | 5 abril 1846      | 28 gener 1847     | 298 dies         |                             | Moderat            | Istúriz II                 | Dècada Moderada PMod                    | [ 49 ] [ 50 ]                |                   |
| Reina Isabel II (1843 – 1868)                                                                        |                                                                                          | Carlos Martínez de Irujo duc consort de Sotomayor, II marquès de Casa-Irujo (1802 – 1855) | 28 gener 1847     | 28 març 1847      | 59 dies          |                             | Moderat            | SotoMaigor                 | Dècada Moderada PMod                    | [ 51 ] [ 52 ]                |                   |
| Reina Isabel II (1843 – 1868)                                                                        |                                                                                          | Joaquín Francisco Pacheco (1808 – 1865)                                                   | 28 març 1847      | 31 agost 1847     | 156 dies         |                             | Moderat            | Pacheco                    | Dècada Moderada PMod                    | [ 53 ] [ 54 ]                |                   |
| Reina Isabel II (1843 – 1868)                                                                        |                                                                                          | Florencio García Goyena (1783 – 1855)                                                     | 12 setembre 1847  | 4 octubre 1847    | 22 dies          |                             | Moderat            | Goyena                     | Dècada Moderada PMod                    | [ 55 ] [ 56 ]                |                   |
| Reina Isabel II (1843 – 1868)                                                                        |                                                                                          | Capità General Ramón María Narváez Duc de València (1800 – 1868)                          | 4 octubre 1847    | 19 octubre 1849   | 2 anys, 15 dies  |                             | Moderat            | Narváez III                | Dècada Moderada PMod                    | [ 57 ] [ 58 ]                |                   |
| Reina Isabel II (1843 – 1868)                                                                        |                                                                                          | Serafín María de Sotto 3r Comte de Clonard (1793 – 1862)                                  | 19 octubre 1849   | 20 octubre 1849   | 1 dia            |                             | Moderat            | De Sotto                   | Dècada Moderada PMod                    | [ 59 ] [ 60 ]                |                   |
| Reina Isabel II (1843 – 1868)                                                                        |                                                                                          | Capità General Ramón María Narváez Duc de València (1800 – 1868)                          | 20 octubre 1849   | 10 gener 1851     | 1 any, 82 dies   |                             | Moderat            | Narváez IV                 | Dècada Moderada PMod                    | [ 61 ] [ 62 ]                |                   |
| Reina Isabel II (1843 – 1868)                                                                        | 1850                                                                                     | Capità General Ramón María Narváez Duc de València (1800 – 1868)                          | 20 octubre 1849   | 10 gener 1851     | 1 any, 82 dies   |                             | Moderat            | Narváez IV                 | Dècada Moderada PMod                    | [ 61 ] [ 62 ]                |                   |
| Reina Isabel II (1843 – 1868)                                                                        |                                                                                          | Juan Bravo Murillo (1803 – 1873)                                                          | 14 gener 1851     | 14 desembre 1852  | 1 any, 335 dies  |                             | Moderat            | Bravo Murillo              | Dècada Moderada PMod                    | [ 63 ] [ 64 ]                |                   |
| Reina Isabel II (1843 – 1868)                                                                        | 1851                                                                                     | Juan Bravo Murillo (1803 – 1873)                                                          | 14 gener 1851     | 14 desembre 1852  | 1 any, 335 dies  |                             | Moderat            | Bravo Murillo              | Dècada Moderada PMod                    | [ 63 ] [ 64 ]                |                   |
| Reina Isabel II (1843 – 1868)                                                                        |                                                                                          | Tinent General Federico Roncali Comte d'Alcoi (1809 – 1857)                               | 14 desembre 1852  | 14 abril 1853     | 121 dies         |                             | Moderat            | Roncali                    | Dècada Moderada PMod                    | [ 65 ] [ 66 ]                |                   |
| Reina Isabel II (1843 – 1868)                                                                        | 1853                                                                                     | Tinent General Federico Roncali Comte d'Alcoi (1809 – 1857)                               | 14 desembre 1852  | 14 abril 1853     | 121 dies         |                             | Moderat            | Roncali                    | Dècada Moderada PMod                    | [ 65 ] [ 66 ]                |                   |
| Reina Isabel II (1843 – 1868)                                                                        |                                                                                          | Tinent General Francisco Lersundi (1817 – 1874)                                           | 14 abril 1853     | 19 setembre 1853  | 158 dies         |                             | Moderat            | Lersundi                   | Dècada Moderada PMod                    | [ 67 ] [ 68 ]                |                   |
| Reina Isabel II (1843 – 1868)                                                                        |                                                                                          | Luis José Sartorius Comte de San Luís (1820 – 1871)                                       | 19 setembre 1853  | 17 juliol 1854    | 301 dies         |                             | Moderat            | Sartorius                  | Dècada Moderada PMod                    | [ 69 ] [ 70 ]                |                   |
| Reina Isabel II (1843 – 1868)                                                                        |                                                                                          | Tinent General Fernando Fernández de Córdova (1809 – 1883)                                | 17 juliol 1854    | 18 juliol 1854    | 1 dia            |                             | Moderat            | Córdova                    | Dècada Moderada PMod                    | [ 71 ] [ 72 ]                |                   |
| Reina Isabel II (1843 – 1868)                                                                        |                                                                                          | Ángel de Saavedra Duc de Rivas (1791 – 1865)                                              | 18 juliol 1854    | 19 juliol 1854    | 1 dia            |                             | Moderat            | Rivas                      | Dècada Moderada PMod                    | [ 73 ] [ 74 ] [ 75 ]         |                   |
| Reina Isabel II (1843 – 1868)                                                                        |                                                                                          | Capità General Baldomero Espartero Duc de la Victòria i Morella (1793 – 1879)             | 19 juliol 1854    | 28 novembre 1854  | 1 any, 361 dies  |                             | Progressista       | Espartero III              | Bienni Progressista PProg               | [ 74 ] [ 76 ] [ 77 ]         |                   |
| Reina Isabel II (1843 – 1868)                                                                        | 1854                                                                                     | Capità General Baldomero Espartero Duc de la Victòria i Morella (1793 – 1879)             | 19 juliol 1854    | 28 novembre 1854  | 1 any, 361 dies  |                             | Progressista       | Espartero III              | Bienni Progressista PProg               | [ 74 ] [ 76 ] [ 77 ]         |                   |
| Reina Isabel II (1843 – 1868)                                                                        | 28 novembre 1854                                                                         | Capità General Baldomero Espartero Duc de la Victòria i Morella (1793 – 1879)             | 14 juliol 1856    | Espartero IV      | 1 any, 361 dies  |                             | Progressista       |                            | Bienni Progressista PProg               | [ 74 ] [ 76 ] [ 77 ]         |                   |
| Reina Isabel II (1843 – 1868)                                                                        |                                                                                          | Capità General Leopoldo O'Donnell Comte de Lucena (1809 – 1867)                           | 14 juliol 1856    | 12 octubre 1856   | 90 dies          |                             | Unió Liberal       | O'Donnell I                | UL                                      | [ 77 ] [ 78 ]                |                   |
| Reina Isabel II (1843 – 1868)                                                                        |                                                                                          | Capità General Ramón María Narváez Duc de València (1800 – 1868)                          | 12 octubre 1856   | 15 octubre 1857   | 1 any, 3 dies    |                             | Moderat            | Narváez V                  | PMod                                    | [ 79 ] [ 80 ]                |                   |
| Reina Isabel II (1843 – 1868)                                                                        | 1857                                                                                     | Capità General Ramón María Narváez Duc de València (1800 – 1868)                          | 12 octubre 1856   | 15 octubre 1857   | 1 any, 3 dies    |                             | Moderat            | Narváez V                  | PMod                                    | [ 79 ] [ 80 ]                |                   |
| Reina Isabel II (1843 – 1868)                                                                        |                                                                                          | Capità General Francisco Armero Peñaranda (1804 – 1866)                                   | 15 octubre 1857   | 14 gener 1858     | 91 dies          |                             | Moderat            | Peñaranda                  | PMod                                    | [ 80 ] [ 81 ]                |                   |
| Reina Isabel II (1843 – 1868)                                                                        |                                                                                          | Francisco Javier de Istúriz (1790 – 1871)                                                 | 14 gener 1858     | 30 juny 1858      | 167 dies         |                             | Moderat            | Istúriz III                | PMod                                    | [ 81 ] [ 82 ]                |                   |
| Reina Isabel II (1843 – 1868)                                                                        |                                                                                          | Capità General Leopoldo O'Donnell Comte de Lucena (1809 – 1867)                           | 30 juny 1858      | 7 novembre 1859   | 1 any, 130 dies  |                             | Unió Liberal       | O'Donnell II               | UL                                      | [ 83 ] [ 84 ] [ 85 ]         |                   |
| Reina Isabel II (1843 – 1868)                                                                        | 1858                                                                                     | Capità General Leopoldo O'Donnell Comte de Lucena (1809 – 1867)                           | 30 juny 1858      | 7 novembre 1859   | 1 any, 130 dies  |                             | Unió Liberal       | O'Donnell II               | UL                                      | [ 83 ] [ 84 ] [ 85 ]         |                   |
| Reina Isabel II (1843 – 1868)                                                                        |                                                                                          | Saturnino Calderón Collantes (interí) (1799 – 1864)                                       | 7 novembre 1859   | 30 abril 1860     | 175 dies         |                             | Unió Liberal       | Calderón (interim)         | UL                                      | [ 85 ] [ 86 ]                |                   |
| Reina Isabel II (1843 – 1868)                                                                        |                                                                                          | Capità General Leopoldo O'Donnell Comte de Lucena (1809 – 1867)                           | 30 abril 1860     | 17 gener 1863     | 2 anys, 306 dies |                             | Unió Liberal       | O'Donnell II               | UL                                      | [ 86 ] [ 87 ] [ 88 ]         |                   |
| Reina Isabel II (1843 – 1868)                                                                        | 17 gener 1863                                                                            | Capità General Leopoldo O'Donnell Comte de Lucena (1809 – 1867)                           | 2 març 1863       | O'Donnell III     | 2 anys, 306 dies |                             | Unió Liberal       |                            | UL                                      | [ 86 ] [ 87 ] [ 88 ]         |                   |
| Reina Isabel II (1843 – 1868)                                                                        |                                                                                          | Manuel Pando 2n Marquès de Miraflores (1792 – 1872)                                       | 2 març 1863       | 17 gener 1864     | 321 dies         |                             | Moderat            | Miraflores II              | PMod                                    | [ 89 ] [ 90 ]                |                   |
| Reina Isabel II (1843 – 1868)                                                                        | 1863                                                                                     | Manuel Pando 2n Marquès de Miraflores (1792 – 1872)                                       | 2 març 1863       | 17 gener 1864     | 321 dies         |                             | Moderat            | Miraflores II              | PMod                                    | [ 89 ] [ 90 ]                |                   |
| Reina Isabel II (1843 – 1868)                                                                        |                                                                                          | Lorenzo Arrazola (1795 – 1873)                                                            | 17 gener 1864     | 1 març 1864       | 44 dies          |                             | Moderat            | Arrazola                   | PMod                                    | [ 90 ] [ 91 ]                |                   |
| Reina Isabel II (1843 – 1868)                                                                        |                                                                                          | Alejandro Mon (1801 – 1883)                                                               | 1 març 1864       | 16 setembre 1864  | 199 dies         |                             | Moderat            | Mon                        | PMod                                    | [ 91 ] [ 92 ]                |                   |
| Reina Isabel II (1843 – 1868)                                                                        |                                                                                          | Capità General Ramón María Narváez Duc de València (1800 – 1868)                          | 16 setembre 1864  | 21 juny 1865      | 278 dies         |                             | Moderat            | Narváez VI                 | PMod                                    | [ 92 ] [ 93 ]                |                   |
| Reina Isabel II (1843 – 1868)                                                                        | 1864                                                                                     | Capità General Ramón María Narváez Duc de València (1800 – 1868)                          | 16 setembre 1864  | 21 juny 1865      | 278 dies         |                             | Moderat            | Narváez VI                 | PMod                                    | [ 92 ] [ 93 ]                |                   |
| Reina Isabel II (1843 – 1868)                                                                        |                                                                                          | Capità General Leopoldo O'Donnell Duc de Tetuan (1809 – 1867)                             | 21 juny 1865      | 10 juliol 1866    | 1 any, 19 dies   |                             | Unió Liberal       | O'Donnell IV               | UL                                      | [ 93 ] [ 94 ]                |                   |
| Reina Isabel II (1843 – 1868)                                                                        | 1865                                                                                     | Capità General Leopoldo O'Donnell Duc de Tetuan (1809 – 1867)                             | 21 juny 1865      | 10 juliol 1866    | 1 any, 19 dies   |                             | Unió Liberal       | O'Donnell IV               | UL                                      | [ 93 ] [ 94 ]                |                   |
| Reina Isabel II (1843 – 1868)                                                                        |                                                                                          | Capità General Ramón María Narváez Duc de València (1800 – 1868)                          | 10 juliol 1866    | 23 abril 1868     | 1 any, 288 dies  |                             | Moderat            | Narváez VII                | PMod                                    | [ 94 ] [ 95 ] [ 96 ]         |                   |
| Reina Isabel II (1843 – 1868)                                                                        | 1867                                                                                     | Capità General Ramón María Narváez Duc de València (1800 – 1868)                          | 10 juliol 1866    | 23 abril 1868     | 1 any, 288 dies  |                             | Moderat            | Narváez VII                | PMod                                    | [ 94 ] [ 95 ] [ 96 ]         |                   |
| Reina Isabel II (1843 – 1868)                                                                        |                                                                                          | Luis González Bravo (1811 – 1871)                                                         | 23 abril 1868     | 19 setembre 1868  | 149 dies         |                             | Moderat            | Glez. Bravo II             | PMod                                    | [ 97 ] [ 98 ]                |                   |
| Reina Isabel II (1843 – 1868)                                                                        |                                                                                          | Capità General José Gutiérrez de la Concha Marquès de l'Havana (1809 – 1895)              | 19 setembre 1868  | 30 setembre 1868  | 11 dies          |                             | Moderat            | Havana                     | PMod                                    | [ 98 ]                       |                   |

## Sexenni Democràtic i Primera República (1868–1874)
| Retrat | Nom (naixement – mort)                                            | Durada del mandat | Durada del mandat             | Durada del mandat | Partit    | Partit         | Govern           | Govern                             | Eleccions                                             | Cap d'estat (Ocupació)                           | Ref.                                    |
| Retrat | Nom (naixement – mort)                                            | Inici             | Final                         | Temps             | Partit    | Partit         | Nom de gabinet   | Composició                         | Eleccions                                             | Cap d'estat (Ocupació)                           | Ref.                                    |
| --- | ----------------------------------------------------------------- | ----------------- | ----------------------------- | ----------------- | --------- | -------------- | ---------------- | ---------------------------------- | ----------------------------------------------------- | ------------------------------------------------ | --------------------------------------- |
| | Capità General Francisco Serrano Duc de la Torre (1810 – 1885)    | 3 octubre 1868    | 25 febrer 1869                | 258 dies          |           | Unió Liberal   | Serrano I        | Provisional UL • PProg             | N/A                                                   | President/Regent Francisco Serrano (1868 – 1871) | [ 99 ] [ 100 ] [ 101 ]                  |
| 1869 | Capità General Francisco Serrano Duc de la Torre (1810 – 1885)    | 3 octubre 1868    | 25 febrer 1869                | 258 dies          |           | Unió Liberal   | Serrano I        | Provisional UL • PProg             |                                                       | President/Regent Francisco Serrano (1868 – 1871) | [ 99 ] [ 100 ] [ 101 ]                  |
| 25 febrer 1869                                                                                            | Capità General Francisco Serrano Duc de la Torre (1810 – 1885)    | 18 juny 1869      | Serrano II                    | 258 dies          |           | Unió Liberal   |                  | Provisional UL • PProg             |                                                       | President/Regent Francisco Serrano (1868 – 1871) | [ 99 ] [ 100 ] [ 101 ]                  |
| | Capità General Juan Prim Marquès de los Castillejos (1814 – 1870) | 18 juny 1869      | 25 agost 1869                 | 68 dies           |           | Progressista   | Prim             | Provisional PProg • UL             | [ 102 ] [ 103 ] [ 104 ] [ 105 ]                       | President/Regent Francisco Serrano (1868 – 1871) |                                         |
| Durant aquest interval, el ministre de Marina, Juan Bautista Topete, va exercir com a titular interí.     |                                                                   |                   |                               |                   |           |                | Prim             | Provisional PProg • UL             | [ 102 ] [ 103 ] [ 104 ] [ 105 ]                       | President/Regent Francisco Serrano (1868 – 1871) |                                         |
| | Capità General Juan Prim Marquès de los Castillejos (1814 – 1870) | 21 setembre 1869  | 27 desembre 1870 (assassinat) | 1 any, 97 dies    |           | Progressista   | Prim             | Provisional PProg • UL             | [ 102 ] [ 103 ] [ 104 ] [ 105 ]                       | President/Regent Francisco Serrano (1868 – 1871) |                                         |
| | Almirall Juan Bautista Topete (interí) (1821 – 1885)              | 27 desembre 1870  | 4 gener 1871                  | 8 dies            |           | Unió Liberal   | Topete (interim) | Provisional PProg • UL             | [ 106 ] [ 107 ]                                       | President/Regent Francisco Serrano (1868 – 1871) |                                         |
| Rei Amadeu I (1871 – 1873)                                                                                | Almirall Juan Bautista Topete (interí) (1821 – 1885)              | 27 desembre 1870  | 4 gener 1871                  | 8 dies            |           | Unió Liberal   | Topete (interim) | Provisional PProg • UL             | [ 106 ] [ 107 ]                                       |                                                  |                                         |
| | Capità General Francisco Serrano Duc de la Torre (1810 – 1885)    | 4 gener 1871      | 24 juliol 1871                | 201 dies          |           | Unió Liberal   | Serrano III      | UL • PProg                         | [ 108 ] [ 109 ]                                       |                                                  |                                         |
| 1871 | Capità General Francisco Serrano Duc de la Torre (1810 – 1885)    | 4 gener 1871      | 24 juliol 1871                | 201 dies          |           | Unió Liberal   | Serrano III      | UL • PProg                         | [ 108 ] [ 109 ]                                       |                                                  |                                         |
| | Manuel Ruiz Zorrilla (1833 – 1895)                                | 24 juliol 1871    | 5 octubre 1871                | 73 dies           |           | Radical        | Ruiz Zorrilla I  | PR • PProg                         | [ 110 ] [ 111 ]                                       |                                                  |                                         |
| | Contraalmirall José Malcampo (1828 – 1880)                        | 5 octubre 1871    | 21 desembre 1871              | 77 dies           |           | Constitucional | Malcampo         | PC                                 | [ 112 ] [ 113 ]                                       |                                                  |                                         |
| | Práxedes Mateo Sagasta (1825 – 1903)                              | 21 desembre 1871  | 20 febrer 1872                | 157 dies          |           | Constitucional | Sagasta I        | PC                                 | [ 114 ] [ 115 ] [ 116 ]                               |                                                  |                                         |
| 20 febrer 1872                                                                                            | Práxedes Mateo Sagasta (1825 – 1903)                              | 26 maig 1872      | Sagasta II                    | 157 dies          |           | Constitucional |                  | PC                                 | [ 114 ] [ 115 ] [ 116 ]                               |                                                  |                                         |
| 20 febrer 1872                                                                                            | Práxedes Mateo Sagasta (1825 – 1903)                              | 26 maig 1872      | Sagasta II                    | 157 dies          | abr. 1872 | Constitucional |                  | PC                                 | [ 114 ] [ 115 ] [ 116 ]                               |                                                  |                                         |
| | Capità General Francisco Serrano Duc de la Torre (1810 – 1885)    | 26 maig 1872      | 13 juny 1872                  | 18 dies           |           | Constitucional | Serrano IV       | PC                                 | [ 117 ] [ 118 ]                                       |                                                  |                                         |
| | Manuel Ruiz Zorrilla (1833 – 1895)                                | 13 juny 1872      | 11 febrer 1873                | 244 dies          |           | Radical        | Ruiz Zorrilla II | PR                                 | [ 118 ] [ 119 ]                                       |                                                  |                                         |
| ago. 1872                                                                                                 | Manuel Ruiz Zorrilla (1833 – 1895)                                | 13 juny 1872      | 11 febrer 1873                | 244 dies          |           | Radical        | Ruiz Zorrilla II | PR                                 | [ 118 ] [ 119 ]                                       |                                                  |                                         |
| | Estanislau Figueras (1819 – 1882)                                 | 12 febrer 1873    | 24 febrer 1873                | 119 dies          |           | Republicà      | Figueras I       | PRDF • PR • RU                     | President del Poder Executiu (1873 – 1874)            | [ 120 ] [ 121 ] [ 122 ]                          |                                         |
| 24 febrer 1873                                                                                            | Estanislau Figueras (1819 – 1882)                                 | 11 juny 1873      | Figueras II                   | 119 dies          | PRDF • RU | Republicà      |                  |                                    | President del Poder Executiu (1873 – 1874)            | [ 120 ] [ 121 ] [ 122 ]                          |                                         |
| 24 febrer 1873                                                                                            | Estanislau Figueras (1819 – 1882)                                 | 11 juny 1873      | Figueras II                   | 119 dies          | PRDF • RU | Republicà      | 1873             |                                    | President del Poder Executiu (1873 – 1874)            | [ 120 ] [ 121 ] [ 122 ]                          |                                         |
| | Francesc Pi i Margall (1824 – 1901)                               | 11 juny 1873      | 18 juliol 1873                | 37 dies           |           | Republicà      | Pi y Margall     | PRDF • RU (desde juny de 1873)     | President del Poder Executiu (1873 – 1874)            | [ 123 ] [ 124 ]                                  |                                         |
| | Nicolás Salmerón (1838 – 1908)                                    | 18 juliol 1873    | 7 setembre 1873               | 51 dies           |           | Republicà      | Salmerón         | PRDF • RU                          | President del Poder Executiu (1873 – 1874)            | [ 125 ] [ 126 ]                                  |                                         |
| | Emilio Castelar (1832 – 1899)                                     | 7 setembre 1873   | 3 gener 1874                  | 118 dies          |           | Republicà      | Castelar         | RU                                 | President del Poder Executiu (1873 – 1874)            | [ 127 ] [ 128 ]                                  |                                         |
| | Capità General Francisco Serrano Duc de la Torre (1810 – 1885)    | 3 gener 1874      | 26 febrer 1874                | 54 dies           |           | Constitucional | Serrano V        | PC • RU • PR (desde gener de 1874) | President del Poder Executiu (1873 – 1874)            | N/A                                              | [ 129 ] [ 130 ]                         |
| | Juan Zavala de la Puente Marquès de Sierra Bullones (1804 – 1879) | 26 febrer 1874    | 13 maig 1874                  | 123 dies          |           | Constitucional | Zavala I         | PC • RU • PR                       | President del Poder Executiu Francisco Serrano (1874) | N/A                                              | [ 131 ] [ 132 ] [ 133 ] [ 134 ] [ 135 ] |
| 13 maig 1874                                                                                              | Juan Zavala de la Puente Marquès de Sierra Bullones (1804 – 1879) | 29 juny 1874      | Zavala II                     | 123 dies          | PC        | Constitucional |                  |                                    | President del Poder Executiu Francisco Serrano (1874) | N/A                                              | [ 131 ] [ 132 ] [ 133 ] [ 134 ] [ 135 ] |
| Durant aquest interval, el ministre de Governació, Mateo Sagasta, ocupà el càrrec de titular en funcions. |                                                                   |                   | Zavala II                     |                   | PC        |                |                  |                                    | President del Poder Executiu Francisco Serrano (1874) | N/A                                              | [ 131 ] [ 132 ] [ 133 ] [ 134 ] [ 135 ] |
| | Práxedes Mateo Sagasta (1825 – 1903)                              | 3 setembre 1874   | 31 desembre 1874              | 119 dies          | PC        |                | Constitucional   | Sagasta III                        | President del Poder Executiu Francisco Serrano (1874) | N/A                                              | [ 136 ] [ 137 ]                         |

## Restauració Borbònica (1874–1931)
| Retrat                                                                                                  | Nom (naixement – mort)                                                    | Durada del mandat               | Durada del mandat         | Durada del mandat | Partit                        | Partit                | Govern                        | Govern                                                                       | Eleccions                                           | Cap d'estat (Ocupació)                           | Ref.            |
| Retrat                                                                                                  | Nom (naixement – mort)                                                    | Inici                           | Final                     | Temps             | Partit                        | Partit                | Nom de gabinet                | Composició                                                                   | Eleccions                                           | Cap d'estat (Ocupació)                           | Ref.            |
| --- | ------------------------------------------------------------------------- | ------------------------------- | ------------------------- | ----------------- | ----------------------------- | --------------------- | ----------------------------- | ---------------------------------------------------------------------------- | --------------------------------------------------- | ------------------------------------------------ | --------------- |
| | Antonio Cánovas del Castillo (1828 – 1897)                                | 31 desembre 1874                | 12 setembre 1875          | 255 dies          |                               | Conservador           | Cánovas I                     | PLC                                                                          | N/A                                                 | President del Ministeri de Regència(1874 – 1875) | [ 137 ] [ 138 ] |
| Rei Alfons XII (1874 – 1885)                                                                            | Antonio Cánovas del Castillo (1828 – 1897)                                | 31 desembre 1874                | 12 setembre 1875          | 255 dies          |                               | Conservador           | Cánovas I                     | PLC                                                                          | N/A                                                 |                                                  | [ 137 ] [ 138 ] |
| | Tinent General Joaquín Jovellar (1819 – 1892)                             | 12 setembre 1875                | 2 desembre 1875           | 81 dies           |                               | Conservador           | Jovellar                      | PLC                                                                          | N/A                                                 | [ 139 ] [ 140 ]                                  |                 |
| | Antonio Cánovas del Castillo (1828 – 1897)                                | 2 desembre 1875                 | 7 març 1879               | 3 anys, 95 dies   |                               | Conservador           | Cánovas II                    | PLC                                                                          | N/A                                                 | [ 141 ] [ 142 ]                                  |                 |
| 1876 | Antonio Cánovas del Castillo (1828 – 1897)                                | 2 desembre 1875                 | 7 març 1879               | 3 anys, 95 dies   |                               | Conservador           | Cánovas II                    | PLC                                                                          |                                                     | [ 141 ] [ 142 ]                                  |                 |
| | Capità General Arsenio Martínez Campos (1831 – 1900)                      | 7 març 1879                     | 9 desembre 1879           | 277 dies          |                               | Conservador           | Mnez. Campos                  | PLC                                                                          | [ 143 ] [ 144 ]                                     |                                                  |                 |
| 1879 | Capità General Arsenio Martínez Campos (1831 – 1900)                      | 7 març 1879                     | 9 desembre 1879           | 277 dies          |                               | Conservador           | Mnez. Campos                  | PLC                                                                          | [ 143 ] [ 144 ]                                     |                                                  |                 |
| | Antonio Cánovas del Castillo (1828 – 1897)                                | 9 desembre 1879                 | 8 febrer 1881             | 1 any, 61 dies    |                               | Conservador           | Cánovas III                   | PLC                                                                          | [ 145 ] [ 146 ]                                     |                                                  |                 |
| | Práxedes Mateo Sagasta (1825 – 1903)                                      | 8 febrer 1881                   | 13 octubre 1883           | 2 anys, 247 dies  |                               | Liberal               | Sagasta IV                    | PLF                                                                          | [ 145 ] [ 146 ]                                     |                                                  |                 |
| 1881 | Práxedes Mateo Sagasta (1825 – 1903)                                      | 8 febrer 1881                   | 13 octubre 1883           | 2 anys, 247 dies  |                               | Liberal               | Sagasta IV                    | PLF                                                                          | [ 145 ] [ 146 ]                                     |                                                  |                 |
| | José Posada Herrera (1814 – 1885)                                         | 13 octubre 1883                 | 18 gener 1884             | 97 dies           |                               | Izquierda Dinástica   | Posada Herrera                | ID (govern en minoria)                                                       | [ 147 ] [ 148 ]                                     |                                                  |                 |
| | Antonio Cánovas del Castillo (1828 – 1897)                                | 18 gener 1884                   | 27 novembre 1885          | 1 any, 313 dies   |                               | Conservador           | Cánovas IV                    | PLC                                                                          | [ 149 ] [ 150 ]                                     |                                                  |                 |
| 1884 | Antonio Cánovas del Castillo (1828 – 1897)                                | 18 gener 1884                   | 27 novembre 1885          | 1 any, 313 dies   |                               | Conservador           | Cánovas IV                    | PLC                                                                          | [ 149 ] [ 150 ]                                     |                                                  |                 |
| | Práxedes Mateo Sagasta (1825 – 1903)                                      | 27 novembre 1885                | 11 desembre 1888          | 4 anys, 220 dies  |                               | Liberal               | Sagasta V                     | PLF                                                                          | Reina Regent Maria Cristina d'Àustria (1885 – 1902) | [ 151 ] [ 152 ] [ 153 ] [ 154 ]                  |                 |
| 1886 | Práxedes Mateo Sagasta (1825 – 1903)                                      | 27 novembre 1885                | 11 desembre 1888          | 4 anys, 220 dies  |                               | Liberal               | Sagasta V                     | PLF                                                                          | Reina Regent Maria Cristina d'Àustria (1885 – 1902) | [ 151 ] [ 152 ] [ 153 ] [ 154 ]                  |                 |
| 11 desembre 1888                                                                                        | Práxedes Mateo Sagasta (1825 – 1903)                                      | 21 gener 1890                   | Sagasta VI                | 4 anys, 220 dies  |                               | Liberal               |                               | PLF                                                                          | Reina Regent Maria Cristina d'Àustria (1885 – 1902) | [ 151 ] [ 152 ] [ 153 ] [ 154 ]                  |                 |
| 21 gener 1890                                                                                           | Práxedes Mateo Sagasta (1825 – 1903)                                      | 5 juliol 1890                   | Sagasta VII               | 4 anys, 220 dies  |                               | Liberal               |                               | PLF                                                                          | Reina Regent Maria Cristina d'Àustria (1885 – 1902) | [ 151 ] [ 152 ] [ 153 ] [ 154 ]                  |                 |
| | Antonio Cánovas del Castillo (1828 – 1897)                                | 5 juliol 1890                   | 23 novembre 1891          | 2 anys, 159 dies  |                               | Conservador           | Cánovas V                     | PLC                                                                          | Reina Regent Maria Cristina d'Àustria (1885 – 1902) | [ 155 ] [ 156 ] [ 157 ]                          |                 |
| 1891 | Antonio Cánovas del Castillo (1828 – 1897)                                | 5 juliol 1890                   | 23 novembre 1891          | 2 anys, 159 dies  |                               | Conservador           | Cánovas V                     | PLC                                                                          | Reina Regent Maria Cristina d'Àustria (1885 – 1902) | [ 155 ] [ 156 ] [ 157 ]                          |                 |
| 23 novembre 1891                                                                                        | Antonio Cánovas del Castillo (1828 – 1897)                                | 11 desembre 1892                | Cánovas VI                | 2 anys, 159 dies  |                               | Conservador           |                               | PLC                                                                          | Reina Regent Maria Cristina d'Àustria (1885 – 1902) | [ 155 ] [ 156 ] [ 157 ]                          |                 |
| | Práxedes Mateo Sagasta (1825 – 1903)                                      | 11 desembre 1892                | 23 març 1895              | 2 anys, 102 dies  |                               | Liberal               | Sagasta VIII                  | PLF                                                                          | Reina Regent Maria Cristina d'Àustria (1885 – 1902) | [ 158 ] [ 159 ]                                  |                 |
| 1893 | Práxedes Mateo Sagasta (1825 – 1903)                                      | 11 desembre 1892                | 23 març 1895              | 2 anys, 102 dies  |                               | Liberal               | Sagasta VIII                  | PLF                                                                          | Reina Regent Maria Cristina d'Àustria (1885 – 1902) | [ 158 ] [ 159 ]                                  |                 |
| | Antonio Cánovas del Castillo (1828 – 1897)                                | 23 març 1895                    | 8 agost 1897 (assassinat) | 2 anys, 138 dies  |                               | Conservador           | Cánovas VII                   | PLC                                                                          | Reina Regent Maria Cristina d'Àustria (1885 – 1902) | [ 160 ] [ 161 ] [ 162 ]                          |                 |
| 1896 | Antonio Cánovas del Castillo (1828 – 1897)                                | 23 març 1895                    | 8 agost 1897 (assassinat) | 2 anys, 138 dies  |                               | Conservador           | Cánovas VII                   | PLC                                                                          | Reina Regent Maria Cristina d'Àustria (1885 – 1902) | [ 160 ] [ 161 ] [ 162 ]                          |                 |
| Durant aquest interval, el ministre de Guerra, Marcelo Azcárraga va exercir com a titular interí.       |                                                                           |                                 |                           |                   |                               |                       | Cánovas VII                   | PLC                                                                          | Reina Regent Maria Cristina d'Àustria (1885 – 1902) | [ 160 ] [ 161 ] [ 162 ]                          |                 |
| | Tinent General Marcelo Azcárraga (1832 – 1915)                            | 21 agost 1897                   | 4 octubre 1897            | 44 dies           |                               | Conservador           | Azcárraga I                   | PLC                                                                          | Reina Regent Maria Cristina d'Àustria (1885 – 1902) | [ 163 ] [ 164 ]                                  |                 |
| | Práxedes Mateo Sagasta (1825 – 1903)                                      | 4 octubre 1897                  | 4 març 1899               | 1 any, 151 dies   |                               | Liberal               | Sagasta IX                    | PLF                                                                          | Reina Regent Maria Cristina d'Àustria (1885 – 1902) | [ 165 ] [ 166 ]                                  |                 |
| 1898 | Práxedes Mateo Sagasta (1825 – 1903)                                      | 4 octubre 1897                  | 4 març 1899               | 1 any, 151 dies   |                               | Liberal               | Sagasta IX                    | PLF                                                                          | Reina Regent Maria Cristina d'Àustria (1885 – 1902) | [ 165 ] [ 166 ]                                  |                 |
| | Francisco Silvela (1843 – 1905)                                           | 4 març 1899                     | 23 octubre 1900           | 1 any, 233 dies   |                               | Unió Conservadora     | Silvela I                     | PLC                                                                          | Reina Regent Maria Cristina d'Àustria (1885 – 1902) | [ 167 ] [ 168 ]                                  |                 |
| 1899 | Francisco Silvela (1843 – 1905)                                           | 4 març 1899                     | 23 octubre 1900           | 1 any, 233 dies   |                               | Unió Conservadora     | Silvela I                     | PLC                                                                          | Reina Regent Maria Cristina d'Àustria (1885 – 1902) | [ 167 ] [ 168 ]                                  |                 |
| | Tinent General Marcelo Azcárraga (1832 – 1915)                            | 23 octubre 1900                 | 6 març 1901               | 134 dies          |                               | Conservador           | Azcárraga II                  | PLC                                                                          | Reina Regent Maria Cristina d'Àustria (1885 – 1902) | [ 169 ] [ 170 ]                                  |                 |
| | Práxedes Mateo Sagasta (1825 – 1903)                                      | 6 març 1901                     | 19 març 1902              | 1 any, 275 dies   |                               | Liberal               | Sagasta X                     | PLF                                                                          | Reina Regent Maria Cristina d'Àustria (1885 – 1902) | [ 171 ] [ 172 ] [ 173 ] [ 174 ]                  |                 |
| 1901 | Práxedes Mateo Sagasta (1825 – 1903)                                      | 6 març 1901                     | 19 març 1902              | 1 any, 275 dies   |                               | Liberal               | Sagasta X                     | PLF                                                                          | Reina Regent Maria Cristina d'Àustria (1885 – 1902) | [ 171 ] [ 172 ] [ 173 ] [ 174 ]                  |                 |
| 19 març 1902                                                                                            | Práxedes Mateo Sagasta (1825 – 1903)                                      | 15 novembre 1902                | Sagasta XI                | 1 any, 275 dies   |                               | Liberal               |                               | PLF                                                                          | Reina Regent Maria Cristina d'Àustria (1885 – 1902) | [ 171 ] [ 172 ] [ 173 ] [ 174 ]                  |                 |
| 19 març 1902                                                                                            | Práxedes Mateo Sagasta (1825 – 1903)                                      | 15 novembre 1902                | Sagasta XI                | 1 any, 275 dies   | Rei Alfons XIII (1902 – 1931) | Liberal               |                               | PLF                                                                          |                                                     | [ 171 ] [ 172 ] [ 173 ] [ 174 ]                  |                 |
| 15 novembre 1902                                                                                        | Práxedes Mateo Sagasta (1825 – 1903)                                      | 6 desembre 1902                 | Sagasta XII               | 1 any, 275 dies   |                               | Liberal               |                               | PLF                                                                          |                                                     | [ 171 ] [ 172 ] [ 173 ] [ 174 ]                  |                 |
| | Francisco Silvela (1843 – 1905)                                           | 6 desembre 1902                 | 20 juliol 1903            | 226 dies          |                               | Conservador           | Silvela II                    | PLC                                                                          | [ 171 ] [ 172 ] [ 173 ] [ 174 ]                     |                                                  |                 |
| 1903 | Francisco Silvela (1843 – 1905)                                           | 6 desembre 1902                 | 20 juliol 1903            | 226 dies          |                               | Conservador           | Silvela II                    | PLC                                                                          | [ 171 ] [ 172 ] [ 173 ] [ 174 ]                     |                                                  |                 |
| | Raimundo FernándezVillaverde Marquès de Pozo Rubio (1848 – 1905)          | 20 juliol 1903                  | 5 desembre 1903           | 138 dies          |                               | Conservador           | Villaverde I                  | PLC                                                                          | [ 175 ]                                             |                                                  |                 |
| | Antonio Maura (1853 – 1925)                                               | 5 desembre 1903                 | 16 desembre 1904          | 1 any, 11 dies    |                               | Conservador           | Maura I                       | PLC                                                                          | [ 176 ] [ 177 ]                                     |                                                  |                 |
| | Tinent General Marcelo Azcárraga (1832 – 1915)                            | 16 desembre 1904                | 27 gener 1905             | 42 dies           |                               | Conservador           | Azcárraga III                 | PLC                                                                          | [ 178 ] [ 179 ]                                     |                                                  |                 |
| | Raimundo Fernández Villaverde Marquès de Pozo Rubio (1848 – 1905)         | 27 gener 1905                   | 23 juny 1905              | 147 dies          |                               | Conservador           | Villaverde II                 | PLC                                                                          | [ 180 ] [ 181 ]                                     |                                                  |                 |
| | Eugenio Montero Ríos (1832 – 1914)                                        | 23 juny 1905                    | 31 octubre 1905           | 161 dies          |                               | Liberal               | Montero Ríos I                | PLF                                                                          | [ 182 ] [ 183 ] [ 184 ]                             |                                                  |                 |
| 1905 | Eugenio Montero Ríos (1832 – 1914)                                        | 23 juny 1905                    | 31 octubre 1905           | 161 dies          |                               | Liberal               | Montero Ríos I                | PLF                                                                          | [ 182 ] [ 183 ] [ 184 ]                             |                                                  |                 |
| 31 octubre 1905                                                                                         | Eugenio Montero Ríos (1832 – 1914)                                        | 1 desembre 1905                 | Montero Ríos II           | 161 dies          |                               | Liberal               |                               | PLF                                                                          | [ 182 ] [ 183 ] [ 184 ]                             |                                                  |                 |
| | Segismundo Moret (1833 – 1913)                                            | 1 desembre 1905                 | 6 juliol 1906             | 217 dies          |                               | Liberal               | Moret I                       | PLF                                                                          | [ 185 ] [ 186 ]                                     |                                                  |                 |
| | Capità General José López Domínguez (1829 – 1911)                         | 6 juliol 1906                   | 30 novembre 1906          | 147 dies          |                               | Liberal               | Lpez. Dominguez               | PLF                                                                          | [ 187 ]                                             |                                                  |                 |
| | Segismundo Moret (1833 – 1913)                                            | 30 novembre 1906                | 4 desembre 1906           | 4 dies            |                               | Liberal               | Moret II                      | PLF                                                                          | [ 187 ]                                             |                                                  |                 |
| | Antonio Aguilar y Correa 8è marquès de Vega de Armijo (1824 – 1908)       | 4 desembre 1906                 | 25 gener 1907             | 52 dies           |                               | Liberal               | Aguilar y Correa              | PLF                                                                          | [ 188 ] [ 189 ]                                     |                                                  |                 |
| | Antonio Maura (1853 – 1925)                                               | 25 gener 1907                   | 21 octubre 1909           | 2 anys, 269 dies  |                               | Conservador           | Maura II                      | PLC                                                                          | [ 190 ]                                             |                                                  |                 |
| 1907 | Antonio Maura (1853 – 1925)                                               | 25 gener 1907                   | 21 octubre 1909           | 2 anys, 269 dies  |                               | Conservador           | Maura II                      | PLC                                                                          | [ 190 ]                                             |                                                  |                 |
| | Segismundo Moret (1833 – 1913)                                            | 21 octubre 1909                 | 9 febrer 1910             | 111 dies          |                               | Liberal               | Moret III                     | PLF                                                                          | [ 191 ] [ 192 ]                                     |                                                  |                 |
| | José Canalejas (1854 – 1912)                                              | 9 febrer 1910                   | 2 gener 1911              | 2 anys, 277 dies  |                               | Liberal               | Canalejas I                   | PLF                                                                          | [ 193 ] [ 194 ] [ 195 ] [ 196 ] [ 197 ] [ 198 ]     |                                                  |                 |
| 1910 | José Canalejas (1854 – 1912)                                              | 9 febrer 1910                   | 2 gener 1911              | 2 anys, 277 dies  |                               | Liberal               | Canalejas I                   | PLF                                                                          | [ 193 ] [ 194 ] [ 195 ] [ 196 ] [ 197 ] [ 198 ]     |                                                  |                 |
| 2 gener 1911                                                                                            | José Canalejas (1854 – 1912)                                              | 3 abril 1911                    | Canalejas II              | 2 anys, 277 dies  |                               | Liberal               |                               | PLF                                                                          | [ 193 ] [ 194 ] [ 195 ] [ 196 ] [ 197 ] [ 198 ]     |                                                  |                 |
| 3 abril 1911                                                                                            | José Canalejas (1854 – 1912)                                              | 12 novembre 1912 † (assassinat) | Canalejas III             | 2 anys, 277 dies  |                               | Liberal               |                               | PLF                                                                          | [ 193 ] [ 194 ] [ 195 ] [ 196 ] [ 197 ] [ 198 ]     |                                                  |                 |
| Durant aquest interval, el ministre d'Estat, Manuel García Prieto, va exercir com a titular interí.     |                                                                           |                                 | Canalejas III             |                   |                               |                       |                               | PLF                                                                          | [ 193 ] [ 194 ] [ 195 ] [ 196 ] [ 197 ] [ 198 ]     |                                                  |                 |
| | Álvaro de Figueroa Comte de Romanones (1863 – 1950)                       | 14 novembre 1912                | 31 desembre 1912          | 347 dies          |                               | Liberal (Romanonista) | Romanones I                   | Liberal (govern en minoria)                                                  | [ 199 ] [ 200 ] [ 201 ]                             |                                                  |                 |
| 31 desembre 1912                                                                                        | Álvaro de Figueroa Comte de Romanones (1863 – 1950)                       | 27 octubre 1913                 | Romanones II              | 347 dies          |                               | Liberal (Romanonista) |                               | Liberal (govern en minoria)                                                  | [ 199 ] [ 200 ] [ 201 ]                             |                                                  |                 |
| | Eduardo Dato (1856 – 1921)                                                | 27 octubre 1913                 | 9 desembre 1915           | 2 anys, 43 dies   |                               | Conservador (Datista) | Dato I                        | PLC                                                                          | [ 202 ] [ 203 ]                                     |                                                  |                 |
| 1914 | Eduardo Dato (1856 – 1921)                                                | 27 octubre 1913                 | 9 desembre 1915           | 2 anys, 43 dies   |                               | Conservador (Datista) | Dato I                        | PLC                                                                          | [ 202 ] [ 203 ]                                     |                                                  |                 |
| | Álvaro de Figueroa Comte de Romanones (1863 – 1950)                       | 9 desembre 1915                 | 19 abril 1917             | 1 any, 131 dies   |                               | Liberal (Romanonista) | Romanones III                 | Unitat Liberal PLF • PLD                                                     | [ 204 ] [ 205 ]                                     |                                                  |                 |
| 1916 | Álvaro de Figueroa Comte de Romanones (1863 – 1950)                       | 9 desembre 1915                 |                           | 1 any, 131 dies   |                               | Liberal (Romanonista) | Romanones III                 | Unitat Liberal PLF • PLD                                                     | [ 204 ] [ 205 ]                                     |                                                  |                 |
| | Manuel García Prieto Marquès de Alhucemas (1859 – 1938)                   | 19 abril 1917                   | 11 juny 1917              | 53 dies           |                               | Demòcrates liberals   | García Prieto I               | PLD • IL (govern en minoria)                                                 | [ 206 ] [ 207 ]                                     |                                                  |                 |
| | Eduardo Dato (1856 – 1921)                                                | 11 juny 1917                    | 3 novembre 1917           | 145 dies          |                               | Conservador (Datista) | Dato II                       | PLC (govern en minoria)                                                      | [ 208 ] [ 209 ]                                     |                                                  |                 |
| | Manuel García Prieto Marquès de Alhucemas (1859 – 1938)                   | 3 novembre 1917                 | 22 març 1918              | 139 dies          |                               | Demòcrates liberals   | García Prieto II              | PLD • L • PM • CC • LRC (fins a març 1918)                                   | [ 210 ] [ 211 ]                                     |                                                  |                 |
| | Antonio Maura (1853 – 1925)                                               | 22 març 1918                    | 9 novembre 1918           | 232 dies          |                               | Maurist               | Maura III                     | Govern d’unitat nacional PM • PLC • PLD • L • LRC • IL (fins a octubre 1918) | 1918                                                | [ 212 ] [ 213 ]                                  |                 |
| | Manuel García Prieto Marquès de Alhucemas (1859 – 1938)                   | 9 novembre 1918                 | 5 desembre 1918           | 26 dies           |                               | Demòcrates liberals   | García Prieto III             | Unitat Liberal PLD • L • IL (govern en minoria)                              | 1918                                                | [ 214 ] [ 215 ]                                  |                 |
| | Álvaro de Figueroa Comte de Romanones (1863 – 1950)                       | 5 desembre 1918                 | 14 abril 1919             | 130 dies          |                               | Liberal (Romanonista) | Romanones IV                  | Liberal (govern en minoria)                                                  | 1918                                                | [ 216 ] [ 217 ]                                  |                 |
| | Antonio Maura (1853 – 1925)                                               | 14 abril 1919                   | 20 juliol 1919            | 97 dies           |                               | Maurista              | Maura IV                      | PM • CC (govern en minoria)                                                  | 1918                                                | [ 218 ] [ 219 ]                                  |                 |
| | Joaquín Sánchez de Toca (1852 – 1942)                                     | 20 juliol 1919                  | 12 desembre 1919          | 145 dies          |                               | Conservador (Datista) | Sánchez de Toca               | PLC (govern en minoria)                                                      | 1918                                                | [ 220 ] [ 221 ]                                  |                 |
| 1919 | Joaquín Sánchez de Toca (1852 – 1942)                                     | 20 juliol 1919                  | 12 desembre 1919          | 145 dies          |                               | Conservador (Datista) | Sánchez de Toca               | PLC (govern en minoria)                                                      |                                                     | [ 220 ] [ 221 ]                                  |                 |
| | Manuel Allendesalazar (1856 – 1923)                                       | 12 desembre 1919                | 5 maig 1920               | 145 dies          |                               | Conservador           | Allendesalazar I              | PLC • PLD • L • IL                                                           | [ 222 ] [ 223 ]                                     |                                                  |                 |
| | Eduardo Dato (1856 – 1921)                                                | 5 maig 1920                     | 8 març 1921† (assassinat) | 307 dies          |                               | Conservador (Datista) | Dato III                      | PLC (govern en minoria)                                                      | [ 224 ] [ 225 ] [ 226 ] [ 227 ]                     |                                                  |                 |
| 1920 | Eduardo Dato (1856 – 1921)                                                | 5 maig 1920                     | 8 març 1921† (assassinat) | 307 dies          |                               | Conservador (Datista) | Dato III                      | PLC (govern en minoria)                                                      | [ 224 ] [ 225 ] [ 226 ] [ 227 ]                     |                                                  |                 |
| Durant aquest interval, el ministre de Governació, Gabino Bugallal, va exercir com a funcionari interí. |                                                                           |                                 |                           |                   |                               |                       | Dato III                      | PLC (govern en minoria)                                                      | [ 224 ] [ 225 ] [ 226 ] [ 227 ]                     |                                                  |                 |
| | Manuel Allendesalazar (1856 – 1923)                                       | 13 març 1921                    | 14 agost 1921             | 154 dies          |                               | Conservador           | Allendesalazar II             | PLC • CC (govern en minoria)                                                 | [ 228 ] [ 229 ]                                     |                                                  |                 |
| | Antonio Maura (1853 – 1925)                                               | 14 agost 1921                   | 8 març 1922               | 206 dies          |                               | Maurista              | Maura V                       | PM • L • CC • PLC • LRC                                                      | [ 230 ] [ 231 ]                                     |                                                  |                 |
| | José Sánchez-Guerra (1859 – 1935)                                         | 8 març 1922                     | 7 desembre 1922           | 274 dies          |                               | Conservador           | Sánchez-Guerra                | PLC • PM • LRC (fins a abril 1922) (govern en minoria)                       | [ 232 ] [ 233 ]                                     |                                                  |                 |
| | Manuel García Prieto Marquès de Alhucemas (1859 – 1938)                   | 7 desembre 1922                 | 15 setembre 1923          | 282 dies          |                               | Liberal Democràtic    | García Prieto IV              | Unitat Liberal PLD • L • IL • PR (fins a abril 1922)                         | [ 234 ] [ 235 ]                                     |                                                  |                 |
| 1923 | Manuel García Prieto Marquès de Alhucemas (1859 – 1938)                   | 7 desembre 1922                 | 15 setembre 1923          | 282 dies          |                               | Liberal Democràtic    | García Prieto IV              | Unitat Liberal PLD • L • IL • PR (fins a abril 1922)                         | [ 234 ] [ 235 ]                                     |                                                  |                 |
| | Tinent General Miguel Primo de Rivera 2n Marquès de Estella (1870 – 1930) | 15 setembre 1923                | 3 desembre 1925           | 6 anys, 137 dies  |                               | Militar               | Directori Militar             | Directori Militar Militars                                                   | N/A                                                 | [ 236 ] [ 237 ] [ 238 ]                          |                 |
| 3 desembre 1925                                                                                         | Tinent General Miguel Primo de Rivera 2n Marquès de Estella (1870 – 1930) | 30 gener 1930                   |                           | 6 anys, 137 dies  | Unión Patriótica              | Directori Civil       | Directori Civil UP • Militars |                                                                              | N/A                                                 | [ 236 ] [ 237 ] [ 238 ]                          |                 |
| | Tinent General Dámaso Berenguer Comte de Xauen (1873 – 1953)              | 30 gener 1930                   | 18 febrer 1931            | 1 any, 19 dies    |                               | Militar               | Berenguer                     | Dictablanda Militars • Independents                                          | N/A                                                 | [ 239 ] [ 240 ]                                  |                 |
| | Capità General Juan Bautista Aznar-Cabañas (1860 – 1933)                  | 18 febrer 1931                  | 14 abril 1931             | 55 dies           |                               | Militar               | Aznar-Cabañas                 | Militars • Independents                                                      | N/A                                                 | [ 241 ] [ 242 ]                                  |                 |

## Segona República Espanyola (1931–1939)
| Retrat           | Nom (naixement – mort)                        | Durada del mandat | Durada del mandat | Durada del mandat | Partit                                                                                        | Partit      | Govern                                       | Govern | Eleccions                                                                   | Cap d'estat (Ocupació)                          | Ref.                            |
| Retrat           | Nom (naixement – mort)                        | Inici             | Final             | Temps             | Partit                                                                                        | Partit      | Nom de gabinet                               | Composició | Eleccions                                                                   | Cap d'estat (Ocupació)                          | Ref.                            |
| ---------------- | --------------------------------------------- | ----------------- | ----------------- | ----------------- | --------------------------------------------------------------------------------------------- | ----------- | -------------------------------------------- | --- | --------------------------------------------------------------------------- | ----------------------------------------------- | ------------------------------- |
|                  | Niceto Alcalá-Zamora (1877 – 1949)            | 14 abril 1931     | 14 octubre 1931   | 183 dies          |                                                                                               | DLR / PRP   | Alcalá-Zamora                                | Provisional PSOE • PRR • PRRS • DLR/PRP • AR • ORGA • PCR                                                                                  | N/A                                                                         | President del Govern Provisional (1931)         | [ 243 ] [ 244 ]                 |
| 1931             | Niceto Alcalá-Zamora (1877 – 1949)            | 14 abril 1931     | 14 octubre 1931   | 183 dies          |                                                                                               | DLR / PRP   | Alcalá-Zamora                                | Provisional PSOE • PRR • PRRS • DLR/PRP • AR • ORGA • PCR                                                                                  |                                                                             | President del Govern Provisional (1931)         | [ 243 ] [ 244 ]                 |
|                  | Manuel Azaña (1880 – 1940)                    | 14 octubre 1931   | 11 desembre 1931  | 1 any, 333 dies   |                                                                                               | AR          | Azaña I                                      | Provisional PSOE • PRR • PRRS • AR • ORGA • PCR                                                                                            | [ 245 ] [ 246 ] [ 247 ] [ 248 ] [ 249 ] [ 250 ]                             | President del Govern Provisional (1931)         |                                 |
| 16 desembre 1931 | Manuel Azaña (1880 – 1940)                    | 12 juny 1933      | Azaña II          | 1 any, 333 dies   | Bienni Reformista PSOE • PRRS • AR • ERC • ORGA/PRG                                           | AR          | President Niceto Alcalá-Zamora (1931 – 1936) | | [ 245 ] [ 246 ] [ 247 ] [ 248 ] [ 249 ] [ 250 ]                             |                                                 |                                 |
| 12 juny 1933     | Manuel Azaña (1880 – 1940)                    | 12 setembre 1933  | Azaña III         | 1 any, 333 dies   | Bienni Reformista PSOE • PRRS • AR • ERC • PRG • PRDF                                         | AR          | President Niceto Alcalá-Zamora (1931 – 1936) | | [ 245 ] [ 246 ] [ 247 ] [ 248 ] [ 249 ] [ 250 ]                             |                                                 |                                 |
|                  | Alejandro Lerroux (1864 – 1949)               | 12 setembre 1933  | 8 octubre 1933    | 26 dies           |                                                                                               | PRR         | President Niceto Alcalá-Zamora (1931 – 1936) | Lerroux I | PRR • PRRS • ERC • AR • ORGA • IRS                                          | [ 251 ] [ 252 ]                                 |                                 |
|                  | Diego Martínez Barrio (1883 – 1962)           | 8 octubre 1933    | 16 desembre 1933  | 69 dies           |                                                                                               | PRR         | President Niceto Alcalá-Zamora (1931 – 1936) | Mnez. Barrio I | PRR • PRRS • ERC • AR • ORGA • PRP • IRS                                    | [ 251 ] [ 252 ]                                 |                                 |
|                  | Alejandro Lerroux (1864 – 1949)               | 16 desembre 1933  | 3 març 1934       | 133 dies          |                                                                                               | PRR         | President Niceto Alcalá-Zamora (1931 – 1936) | Lerroux II | Radical PRR • PAE • PRP • PRLD • PRG (govern en minoria amb suport de CEDA) | 1933                                            | [ 253 ] [ 254 ] [ 255 ]         |
| 3 març 1934      | Alejandro Lerroux (1864 – 1949)               | 28 abril 1934     | Lerroux III       | 133 dies          |                                                                                               | PRR         | President Niceto Alcalá-Zamora (1931 – 1936) | | Radical PRR • PAE • PRP • PRLD • PRG (govern en minoria amb suport de CEDA) | 1933                                            | [ 253 ] [ 254 ] [ 255 ]         |
|                  | Ricardo Samper (1881 – 1938)                  | 28 abril 1934     | 4 octubre 1934    | 159 dies          |                                                                                               | PRR         | President Niceto Alcalá-Zamora (1931 – 1936) | Samper | Radical PRR • PAE • PRP • PRLD • PRG (govern en minoria amb suport de CEDA) | 1933                                            | [ 256 ] [ 257 ]                 |
|                  | Alejandro Lerroux (1864 – 1949)               | 4 octubre 1934    | 3 abril 1935      | 356 dies          |                                                                                               | PRR         | President Niceto Alcalá-Zamora (1931 – 1936) | Lerroux IV | Radical-Cedista PRR • CEDA • PAE • PRLD                                     | 1933                                            | [ 258 ] [ 259 ] [ 260 ] [ 261 ] |
| 3 abril 1935     | Alejandro Lerroux (1864 – 1949)               | 6 maig 1935       | Lerroux V         | 356 dies          | Radical PRR • PRP • Independents (govern en minoria)                                          | PRR         | President Niceto Alcalá-Zamora (1931 – 1936) | |                                                                             | 1933                                            | [ 258 ] [ 259 ] [ 260 ] [ 261 ] |
| 6 maig 1935      | Alejandro Lerroux (1864 – 1949)               | 25 setembre 1935  | Lerroux VI        | 356 dies          | Radical-Cedista CEDA • PRR • PAE • PRLD                                                       | PRR         | President Niceto Alcalá-Zamora (1931 – 1936) | |                                                                             | 1933                                            | [ 258 ] [ 259 ] [ 260 ] [ 261 ] |
|                  | Joaquín Chapaprieta (1871 – 1951)             | 25 setembre 1935  | 29 octubre 1935   | 80 dies           |                                                                                               | Independent | President Niceto Alcalá-Zamora (1931 – 1936) | Chapaprieta I | Radical-Cedista CEDA • PRR • PAE • LR (suport de PRLD)                      | 1933                                            | [ 262 ] [ 263 ] [ 264 ]         |
| 29 octubre 1935  | Joaquín Chapaprieta (1871 – 1951)             | 14 desembre 1935  | Chapaprieta II    | 80 dies           |                                                                                               | Independent | President Niceto Alcalá-Zamora (1931 – 1936) | | Radical-Cedista CEDA • PRR • PAE • LR (suport de PRLD)                      | 1933                                            | [ 262 ] [ 263 ] [ 264 ]         |
|                  | Manuel Portela Valladares (1867 – 1952)       | 14 desembre 1935  | 30 desembre 1935  | 67 dies           |                                                                                               | Independent | President Niceto Alcalá-Zamora (1931 – 1936) | Portela I | Independents • PRR • PAE • LR • PRP • PRLD (govern en minoria)              | 1933                                            | [ 265 ] [ 266 ] [ 267 ]         |
| 30 desembre 1935 | Manuel Portela Valladares (1867 – 1952)       | 19 febrer 1936    |                   | 67 dies           | PCD                                                                                           | Portela II  | President Niceto Alcalá-Zamora (1931 – 1936) | Centrista PCD • PRP • Independents (govern en minoria)                                                                                     |                                                                             | 1933                                            | [ 265 ] [ 266 ] [ 267 ]         |
|                  | Manuel Azaña (1880 – 1940)                    | 19 febrer 1936    | 10 maig 1936      | 81 dies           |                                                                                               | IR          | President Niceto Alcalá-Zamora (1931 – 1936) | Azaña IV | Front Popular IR • UR (govern en minoria amb suport del PSOE)               | 1936                                            | [ 268 ] [ 269 ]                 |
|                  | Augusto Barcía Trelles (interí) (1881 – 1961) | 10 maig 1936      | 13 maig 1936      | 3 dies            |                                                                                               | IR          | Barcía Trelles (interim)                     | President Manuel Azaña (1936 – 1939) | Front Popular IR • UR (govern en minoria amb suport del PSOE)               | 1936                                            | [ 270 ] [ 271 ]                 |
|                  | Santiago Casares Quiroga (1884 – 1950)        | 13 maig 1936      | 18 juliol 1936    | 66 dies           |                                                                                               | IR          | Casares Quiroga                              | President Manuel Azaña (1936 – 1939) | Front Popular IR • UR • ERC (govern en minoria amb suport del PSOE)         | 1936                                            | [ 272 ] [ 273 ]                 |
|                  | Diego Martínez Barrio (1883 – 1962)           | 18 juliol 1936    | 19 juliol 1936    | 1 dia             |                                                                                               | UR          | Mnez. Barrio II                              | President Manuel Azaña (1936 – 1939) | Govern provisional UR • PNR • IR • ERC (govern en minoria)                  | 1936                                            | [ 274 ] [ 275 ]                 |
|                  | José Giral (1879 – 1962)                      | 19 juliol 1936    | 4 setembre 1936   | 47 dies           |                                                                                               | IR          | Giral                                        | President Manuel Azaña (1936 – 1939) | Front Popular IR • UR • ERC (govern en minoria amb suport del PSOE)         | 1936                                            | [ 276 ] [ 277 ]                 |
|                  | Francisco Largo Caballero (1869 – 1946)       | 4 setembre 1936   | 4 novembre 1936   | 255 dies          |                                                                                               | PSOE        | L. Caballero I                               | President Manuel Azaña (1936 – 1939) | Guerra PSOE • IR • PCE • UR • ERC • PNV                                     | 1936                                            | [ 278 ] [ 279 ]                 |
| 4 novembre 1936  | Francisco Largo Caballero (1869 – 1946)       | 17 maig 1937      | L. Caballero II   | 255 dies          | Guerra PSOE • CNT • IR • PCE • UR • ERC • PNV                                                 | PSOE        |                                              | President Manuel Azaña (1936 – 1939) |                                                                             | 1936                                            | [ 278 ] [ 279 ]                 |
|                  | Juan Negrín (1892 – 1956)                     | 17 maig 1937      | 5 abril 1938      | 1 any, 292 dies   |                                                                                               | PSOE        | Negrín I                                     | President Manuel Azaña (1936 – 1939) | Guerra PSOE • IR • PCE • UR • ERC • PNV                                     | 1936                                            | [ 280 ]                         |
| 5 abril 1938     | Juan Negrín (1892 – 1956)                     | 5 març 1939       | Negrín II         | 1 any, 292 dies   | Guerra PSOE • IR • UR • PCE • PNV • CNT • ERC (fins agost 1938) PSCU • ANV (des d'agost 1938) | PSOE        |                                              | President Manuel Azaña (1936 – 1939) |                                                                             | 1936                                            | [ 280 ]                         |
|                  | Tinent General José Miaja (1878 – 1958)       | 5 març 1939       | 28 març 1939      | 23 dies           |                                                                                               | Militar     | Consell Nacional de Defensa                  | Consell Nacional de Defensa Militar • PSOE • CNT • IR • UR • UGT (Govern de transició format després del cop d'Estat de Segismundo Casado) | N/A                                                                         | President del Consell Nacional de Defensa(1939) | [ 281 ]                         |

## Dictadura Franquista (1936–1975)
| Retrat | Nom (naixement – mort)                      | Durada del mandat | Durada del mandat             | Durada del mandat | Partit                                                                   | Partit                            | Govern          | Govern                                                                          | Eleccions | Cap d'estat (Ocupació)                  | Ref.                            |
| Retrat | Nom (naixement – mort)                      | Inici             | Final                         | Temps             | Partit                                                                   | Partit                            | Nom de gabinet  | Composició                                                                      | Eleccions | Cap d'estat (Ocupació)                  | Ref.                            |
| --- | ------------------------------------------- | ----------------- | ----------------------------- | ----------------- | ------------------------------------------------------------------------ | --------------------------------- | --------------- | ------------------------------------------------------------------------------- | --------- | --------------------------------------- | ------------------------------- |
| | Generalíssim Francisco Franco (1892 – 1975) | 30 gener 1938     | 9 agost 1939                  | 35 anys, 129 dies |                                                                          | Movimiento Nacional (Militar)     | Franco I        | Movimiento Nacional Militars • FET–JONS • Apartidistes                          | N/A       | Caudillo Francisco Franco (1936 – 1975) | [ 282 ] [ 283 ] [ 284 ] [ 285 ] |
| 9 agost 1939                                                                                               | Generalíssim Francisco Franco (1892 – 1975) | 20 juliol 1945    | Franco II                     | 35 anys, 129 dies | Movimiento Nacional Militars • FET–JONS • ACNP • Apartidistes            | Movimiento Nacional (Militar)     |                 |                                                                                 | N/A       | Caudillo Francisco Franco (1936 – 1975) | [ 282 ] [ 283 ] [ 284 ] [ 285 ] |
| 20 juliol 1945                                                                                             | Generalíssim Francisco Franco (1892 – 1975) | 19 juliol 1951    | Franco III                    | 35 anys, 129 dies | Movimiento Nacional Militars • FET–JONS • ACNP • Apartidistes            | Movimiento Nacional (Militar)     |                 |                                                                                 | N/A       | Caudillo Francisco Franco (1936 – 1975) | [ 282 ] [ 283 ] [ 284 ] [ 285 ] |
| 19 juliol 1951                                                                                             | Generalíssim Francisco Franco (1892 – 1975) | 25 febrer 1957    | Franco IV                     | 35 anys, 129 dies | Movimiento Nacional Militars • FET–JONS • ACNP • Apartidistes            | Movimiento Nacional (Militar)     |                 |                                                                                 | N/A       | Caudillo Francisco Franco (1936 – 1975) | [ 282 ] [ 283 ] [ 284 ] [ 285 ] |
| 25 febrer 1957                                                                                             | Generalíssim Francisco Franco (1892 – 1975) | 11 juliol 1962    | Franco V                      | 35 anys, 129 dies | Movimiento Nacional Militars • FET–JONS • Opus Dei • ACNP • Apartidistes | Movimiento Nacional (Militar)     |                 |                                                                                 | N/A       | Caudillo Francisco Franco (1936 – 1975) | [ 282 ] [ 283 ] [ 284 ] [ 285 ] |
| 11 juliol 1962                                                                                             | Generalíssim Francisco Franco (1892 – 1975) | 8 juliol 1965     | Franco VI                     | 35 anys, 129 dies | Movimiento Nacional Militars • FET–JONS • Opus Dei • ACNP • Apartidistes | Movimiento Nacional (Militar)     |                 |                                                                                 | N/A       | Caudillo Francisco Franco (1936 – 1975) | [ 282 ] [ 283 ] [ 284 ] [ 285 ] |
| 8 juliol 1965                                                                                              | Generalíssim Francisco Franco (1892 – 1975) | 30 octubre 1969   | Franco VII                    | 35 anys, 129 dies | Movimiento Nacional Militars • FET–JONS • Opus Dei • ACNP • Apartidistes | Movimiento Nacional (Militar)     |                 |                                                                                 | N/A       | Caudillo Francisco Franco (1936 – 1975) | [ 282 ] [ 283 ] [ 284 ] [ 285 ] |
| 30 octubre 1969                                                                                            | Generalíssim Francisco Franco (1892 – 1975) | 9 juny 1973       | Franco VIII                   | 35 anys, 129 dies | Movimiento Nacional Militars • FET–JONS • Opus Dei • ACNP • Apartidistes | Movimiento Nacional (Militar)     |                 |                                                                                 | N/A       | Caudillo Francisco Franco (1936 – 1975) | [ 282 ] [ 283 ] [ 284 ] [ 285 ] |
| | Almirall Luis Carrero Blanco (1904 – 1973)  | 9 juny 1973       | 20 desembre 1973 (assassinat) | 195 dies          |                                                                          | Movimiento Nacional (Militar)     | Carrero Blanco  | Movimiento Nacional Militars • FET–JONS • Opus Dei • Apartidistes               | N/A       | Caudillo Francisco Franco (1936 – 1975) | [ 286 ] [ 287 ]                 |
| Durant aquest interval, el viceprimer ministre Torcuato Fernández Miranda va exercir com a titular interí. |                                             |                   |                               |                   |                                                                          |                                   | Carrero Blanco  | Movimiento Nacional Militars • FET–JONS • Opus Dei • Apartidistes               | N/A       | Caudillo Francisco Franco (1936 – 1975) | [ 286 ] [ 287 ]                 |
| | Carlos Arias Navarro (1908 – 1989)          | 31 desembre 1973  | 5 desembre 1975               | 1 any, 341 dies   |                                                                          | Movimiento Nacional (Apartidista) | Arias Navarro I | Movimiento Nacional FET–JONS • Militars • Apartidistes • UDPE desde juliol 1975 | N/A       | Caudillo Francisco Franco (1936 – 1975) | [ 288 ]                         |
| Consell de Regència (1975)                                                                                 | Carlos Arias Navarro (1908 – 1989)          | 31 desembre 1973  | 5 desembre 1975               | 1 any, 341 dies   |                                                                          | Movimiento Nacional (Apartidista) | Arias Navarro I | Movimiento Nacional FET–JONS • Militars • Apartidistes • UDPE desde juliol 1975 | N/A       |                                         | [ 288 ]                         |

## Transició i Democràcia (1975–present)
| Retrat | Nom (naixement – mort)                     | Durada del mandat      | Durada del mandat | Durada del mandat                                                            | Partit                                               | Partit                            | Govern                  | Govern                                                                             | Eleccions                                                 | Cap d'estat (Ocupació)          | Ref.                                    |
| Retrat | Nom (naixement – mort)                     | Inici                  | Final             | Temps                                                                        | Partit                                               | Partit                            | Nom de gabinet          | Composició                                                                         | Eleccions                                                 | Cap d'estat (Ocupació)          | Ref.                                    |
| --- | ------------------------------------------ | ---------------------- | ----------------- | ---------------------------------------------------------------------------- | ---------------------------------------------------- | --------------------------------- | ----------------------- | ---------------------------------------------------------------------------------- | --------------------------------------------------------- | ------------------------------- | --------------------------------------- |
| | Carlos Arias Navarro (1908 – 1989)         | 5 desembre 1975        | 1 juliol 1976     | 209 dies                                                                     |                                                      | Movimiento Nacional (Apartidista) | Arias Navarro II        | Movimiento Nacional FEDISA • Militars • UDE • FET–JONS • UDPE • GPI • Apartidistes | N/A                                                       | Rei Joan Carles I (1975 – 2014) | [ 289 ]                                 |
| Durant aquest interval, el primer viceprimer ministre Fernando de Santiago va exercir com a titular interí. |                                            |                        |                   |                                                                              |                                                      |                                   | Arias Navarro II        | Movimiento Nacional FEDISA • Militars • UDE • FET–JONS • UDPE • GPI • Apartidistes | N/A                                                       | Rei Joan Carles I (1975 – 2014) | [ 289 ]                                 |
| | Adolfo Suárez (1932 – 2014)                | 5 juliol 1976          | 17 juny 1977      | 4 anys, 236 dies                                                             |                                                      | Movimiento Nacional (UDPE)        | Suárez I                | Movimiento Nacional UDPE • UDE • Militars • Tácito • FEDISA • GPI • Apartidistes   | N/A                                                       | Rei Joan Carles I (1975 – 2014) | [ 290 ] [ 291 ] [ 292 ] [ 293 ]         |
| 17 juny 1977                                                                                                | Adolfo Suárez (1932 – 2014)                | 2 abril 1979           |                   | 4 anys, 236 dies                                                             | UCD                                                  | Suárez II                         | UCD (govern en minoria) | 1977                                                                               |                                                           | Rei Joan Carles I (1975 – 2014) | [ 290 ] [ 291 ] [ 292 ] [ 293 ]         |
| 2 abril 1979                                                                                                | Adolfo Suárez (1932 – 2014)                | 26 febrer 1981         | Suárez III        | 4 anys, 236 dies                                                             | UCD                                                  | 1979                              | UCD (govern en minoria) |                                                                                    |                                                           | Rei Joan Carles I (1975 – 2014) | [ 290 ] [ 291 ] [ 292 ] [ 293 ]         |
| | Leopoldo Calvo-Sotelo (1926 – 2008)        | 26 febrer 1981         | 2 desembre 1982   | 1 any, 279 dies                                                              |                                                      | 1979                              | UCD (govern en minoria) | UCD                                                                                | Calvo-Sotelo                                              | Rei Joan Carles I (1975 – 2014) | [ 294 ] [ 295 ]                         |
| | Felipe González (nascut 1942)              | 2 desembre 1982        | 24 juliol 1986    | 13 anys, 155 dies                                                            |                                                      | PSOE                              | González I              | PSOE                                                                               | 1982                                                      | Rei Joan Carles I (1975 – 2014) | [ 296 ] [ 297 ] [ 298 ] [ 299 ] [ 300 ] |
| 24 juliol 1986                                                                                              | Felipe González (nascut 1942)              | 6 desembre 1989        | González II       | 13 anys, 155 dies                                                            | 1986                                                 | PSOE                              |                         | PSOE                                                                               |                                                           | Rei Joan Carles I (1975 – 2014) | [ 296 ] [ 297 ] [ 298 ] [ 299 ] [ 300 ] |
| 6 desembre 1989                                                                                             | Felipe González (nascut 1942)              | 14 juliol 1993         | González III      | 13 anys, 155 dies                                                            | PSOE (govern en minoria amb suport de CiU 1993–1995) | PSOE                              | 1989                    |                                                                                    |                                                           | Rei Joan Carles I (1975 – 2014) | [ 296 ] [ 297 ] [ 298 ] [ 299 ] [ 300 ] |
| 14 juliol 1993                                                                                              | Felipe González (nascut 1942)              | 5 maig 1996            | González IV       | 13 anys, 155 dies                                                            | PSOE (govern en minoria amb suport de CiU 1993–1995) | PSOE                              | 1993                    |                                                                                    |                                                           | Rei Joan Carles I (1975 – 2014) | [ 296 ] [ 297 ] [ 298 ] [ 299 ] [ 300 ] |
| | José María Aznar (nascut 1953)             | 5 maig 1996            | 27 abril 2000     | 7 anys, 349 dies                                                             |                                                      | PP                                | Aznar I                 | PP (govern en minoria amb suport de CiU, CC, PNV 1996–1998)                        | 1996                                                      | Rei Joan Carles I (1975 – 2014) | [ 301 ] [ 302 ] [ 303 ]                 |
| 27 abril 2000                                                                                               | José María Aznar (nascut 1953)             | 17 abril 2004          | Aznar II          | 7 anys, 349 dies                                                             | PP (suport de CC)                                    | PP                                | 2000                    |                                                                                    |                                                           | Rei Joan Carles I (1975 – 2014) | [ 301 ] [ 302 ] [ 303 ]                 |
| | José Luis Rodríguez Zapatero (nascut 1960) | 17 abril 2004          | 12 abril 2008     | 7 anys, 248 dies                                                             |                                                      | PSOE                              | Zapatero I              | PSOE (govern en minoria)                                                           | 2004                                                      | Rei Joan Carles I (1975 – 2014) | [ 304 ] [ 305 ] [ 306 ]                 |
| 12 abril 2008                                                                                               | José Luis Rodríguez Zapatero (nascut 1960) | 21 desembre 2011       | Zapatero II       | 7 anys, 248 dies                                                             | 2008                                                 | PSOE                              |                         | PSOE (govern en minoria)                                                           |                                                           | Rei Joan Carles I (1975 – 2014) | [ 304 ] [ 305 ] [ 306 ]                 |
| | Mariano Rajoy (nascut 1955)                | 21 desembre 2011       | 31 octubre 2016   | 6 anys, 162 dies                                                             |                                                      | PP                                | Rajoy I                 | PP                                                                                 | 2011                                                      | Rei Joan Carles I (1975 – 2014) | [ 307 ] [ 308 ] [ 309 ] [ 310 ]         |
| Rei Felip VI (2014 – present)                                                                               | Mariano Rajoy (nascut 1955)                | 21 desembre 2011       | 31 octubre 2016   | 6 anys, 162 dies                                                             |                                                      | PP                                | Rajoy I                 | PP                                                                                 | 2011                                                      |                                 | [ 307 ] [ 308 ] [ 309 ] [ 310 ]         |
| 2015 | Mariano Rajoy (nascut 1955)                | 21 desembre 2011       | 31 octubre 2016   | 6 anys, 162 dies                                                             |                                                      | PP                                | Rajoy I                 | PP                                                                                 |                                                           |                                 | [ 307 ] [ 308 ] [ 309 ] [ 310 ]         |
| 31 octubre 2016                                                                                             | Mariano Rajoy (nascut 1955)                | 1 juny 2018 (censurat) | Rajoy II          | 6 anys, 162 dies                                                             | PP (govern en minoria amb suport de Cs, CC)          | PP                                | 2016                    |                                                                                    |                                                           |                                 | [ 307 ] [ 308 ] [ 309 ] [ 310 ]         |
| | Pedro Sánchez (nascut 1972)                | 2 juny 2018            | 8 gener 2020      |                                                                              |                                                      | PSOE                              | 2016                    | Sánchez I                                                                          | PSOE (govern en minoria amb suport de UP, PNV, Compromís) | [ 311 ] [ 312 ]                 |                                         |
| abr. 2019                                                                                                   | Pedro Sánchez (nascut 1972)                | 2 juny 2018            | 8 gener 2020      |                                                                              |                                                      | PSOE                              |                         | Sánchez I                                                                          | PSOE (govern en minoria amb suport de UP, PNV, Compromís) | [ 311 ] [ 312 ]                 |                                         |
| 8 gener 2020                                                                                                | Pedro Sánchez (nascut 1972)                | 16 novembre 2023       | Sánchez II        | PSOE • UP (govern en minoria amb suport de PNV, MP, Compromís, NC, BNG i TE) | nov. 2019                                            | PSOE                              |                         |                                                                                    |                                                           | [ 311 ] [ 312 ]                 |                                         |
| 16 novembre 2023                                                                                            | Pedro Sánchez (nascut 1972)                | Titular                | Sánchez III       | PSOE•Sumar (govern en minoria amb suport d’ERC, Junts, EHB, PNB, BNG i CC)   | 2023                                                 | PSOE                              |                         |                                                                                    |                                                           |                                 |                                         |